# Xã Grainbelt, Quận Bowman, Bắc Dakota
Xã Grainbelt (tiếng Anh: Grainbelt Township) là một xã thuộc quận Bowman, tiểu bang Bắc Dakota, Hoa Kỳ. Năm 2010, dân số của xã này là 24 người.